# زول (مدينة ألمانية)
 مدينة زول  (بالإنجليزية: Suhl)‏ هي مدينة تقع جنوب ولاية تورينغن في ألمانيا . تعد أكبر مدينة في منطقة فرانكين.
تمثل المدينة مركزا إداريا وتجاريا لمنطقة جنوب تورينغن ومركز غرفة التجارة والصناعة للمنطقة.

## التاريخ
تم تأسيس المدينة من قبل الرومان، وفي عام 1222م، تم منحها الحقوق المدنية، بعد ذلك وقعت تحت احتلال الراين من قبل الثورة الفرنسية، وبعد هذه الثورة أصبحت المدينة فرنسية، وفي عام 1814 تم تعيين مدينة زول مملكة بروسيا في مؤتمر فيينا، وفي عام 1848 حدثت حرائق دمرت جزءاً كبيراً من المدينة القديمة، وفي عام 1946، تأسست دولة من قبل راينلاند بالاتينات، فأصبحت من المدن الألمانية.  

## المناخ
تقع المدينة في الجهة الجنوبية الغربية لغابة تورينغن، وتغلب عليها التضاريس الجبلية، والغابات، لذلك يتصف مناخها بالاعتدال، حيث تسوده رياحٌ غربية رطبة، ويتصف فصل الشتاء فيها بأنّه باردٌ جداً، حيث تتساقط فيه الأمطار والثلوج طيلة الفصل، في حين يتّصف فصل الصيف بالدفئ، ولكن قد تسجل المدينة فترات جفاف طويلة، فمن الممكن أن تتخطّى درجة الحرارة فيها الثلاثين درجة مئوية أي ما يعادل ستّ وثمانين درجة فهرنهايت، كما تسيطر على معظم أنحاء البلاد مناخات بحرية وقارية، فتعمل تيارات المحيط الأطلسي على تلطيف المناخ. 

## المعالم
تتميز مدينة زول بالعديد من المعالم السياحية والترفيهية التي تجذب السياح، منها: المسارح، ومن أشهرها مجموعة مسارح كاتز. المتاحف، ومن أهمها متحف التاريخ المحلي الذي يحتوي على معروضات من تاريخ المدينة، كما يضم العديد من الحرف التقليدية. الكنائس، ومن أهمها كنيسة الرعية الكاثوليكية للقديس بطرس، وكنيسة القديس بولس الكاثوليكية. المباني والمنازل الخشبية. المراكز والأندية الرياضية، حيث تحتوي على العديد من الملاعب والنوادي الرياضية، ومن أشهرها نادي التجديف، وملاعب التنس والغولف والبولينج. 

## توأمة
لزول (مدينة ألمانية) اتفاقيات توأمة مع كل من:
- تشيسكي بوديوفيتسه (1979 - )
- بيجل (بلدية فرنسية) منذ (1962 - )
- كالوغا (1969 - )
- لاهتي (1988 - )
- ليشنو منذ (1984 - )
- سموليان (1998 - )
- فورتسبورغ (1988 - )
- بلدية سموليان [الإنجليزية]‏ منذ (1998 - )

## مشاهير المدينة
- مغنية الأوبرا كارل هاميس (1896-1939).

- السياسي المشهور كلاوس بريم (1923-2008).

- الفنان بيتر أروين يانسن، من مواليد (1957).

- لاعب الكرة الشهير ميركو كاسبر، من مواليد (1982).

- موفورد ويعتبر مدير أعمال واجتماعي، ومن أشهر صناع النبيذ، (1882-1935).

- الكاتبة الصحفية ماريا ريس، كما أنّها تعد عضوة مجلس النواب الألماني، (1889-1958).

## أعلام
- هورست كيسلر
- كورينا حرفوش
- كارل مولر
- هوغو شمايسر
- فيلهلم كونو
- ماريو كومر

## روابط خارجية
صفحة زول على ويكيميديا كومنز .